# Portugalete
Portugalete város Spanyolországban,  Bizkaia tartományban, a Nervión folyó tölcsértorkolatának (Ría de Bilbao) bal partján, az Atlanti-óceántól mintegy tíz kilométerre. Nagy-Bilbao része. Nevezetessége az 1893-ban átadott, ma is forgalmi célokat szolgáló Vizcaya-híd, mely a folyó túlpartján fekvő Getxo Las Arenas nevű városrészével köti össze. Portugalete Santurtzi, Ortuella, Trapagaran, Sestao, Leioa és Guecho községekkel határos. Lakosainak száma 44 766 fő (2024).

## Népesség
A település népessége az utóbbi években az alábbiak szerint változott:
| Lakosok száma | 52 111 | 50 357 | 48 386 | 48 105 | 47 756 | 47 117 | 46 120 | 45 766 | 44 800 | 44 766 |
|               | 2001   | 2004   | 2007   | 2009   | 2012   | 2014   | 2017   | 2019   | 2022   | 2024   |